# Új-Anglia

A pirossal jelölt terület Új-Anglia, az Amerikai Egyesült Államok egyik földrajzi régiója

Új-Anglia (angolul New England) az Amerikai Egyesült Államok egyik földrajzi régiója, mely Connecticut, Maine, Massachusetts, New Hampshire, Rhode Island és Vermont államokat foglalja magába. Új-Anglia legnagyobb városa, egyben gazdasági és kulturális fővárosa Boston. New Hampshire volt az Amerikai Egyesült Államoknak az első tagállama, amelynek saját alkotmánya lett.
Az amerikai emberek legismertebb beceneve, a yankee (jenki) eredetileg az Új-Angliába kivándorolt elsősorban angol nemzetiségű emberekre aggatott enyhén degradáló brit jelző volt. A Yankee Doodle egy sokak által ismert amerikai dal. Új-Anglia a Közép-atlanti régióval együtt képezi az Egyesült Államok északkeleti régióját.

## Földrajz

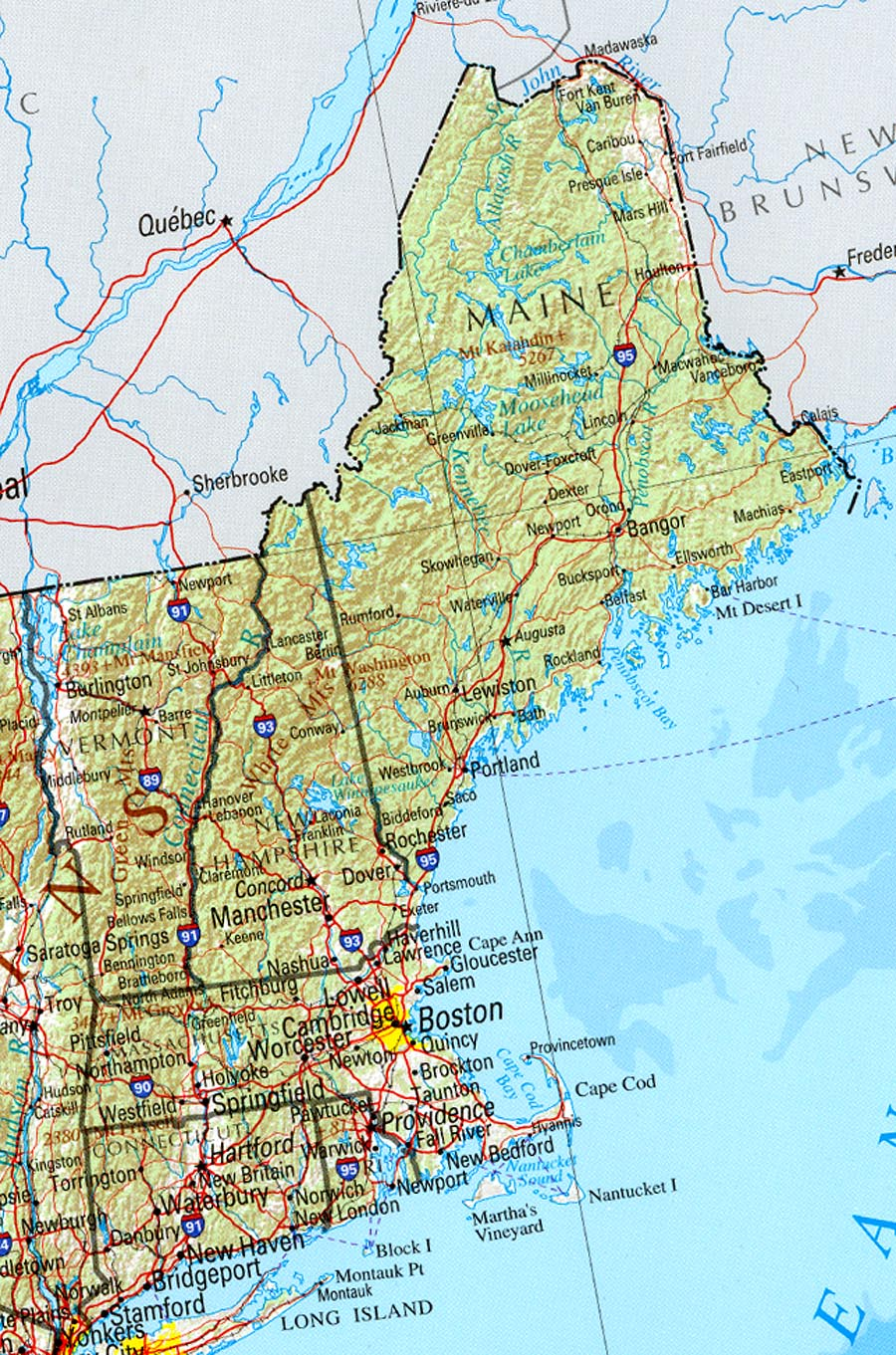
Domborzati térkép

Az érintett államok összterülete 186 447 km².

## Története

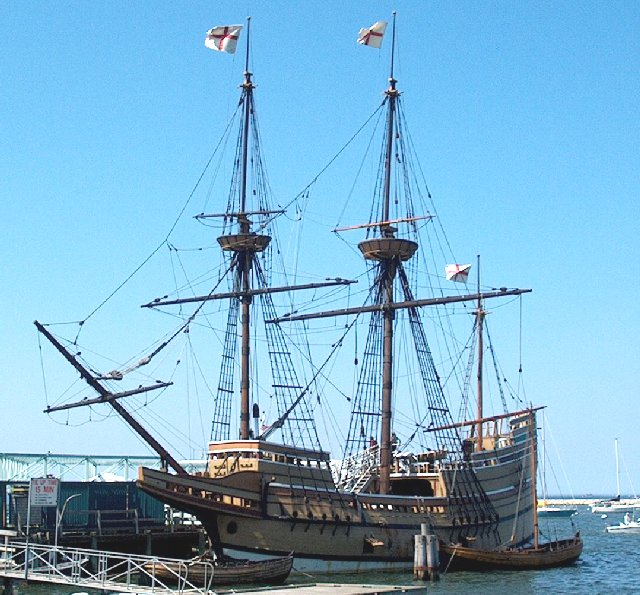
1620. november 11-én a Mayflower nevű hajón az amerikai partokra érkezett „zarándokok” egy politikai közösségnek nyilvánították magukat

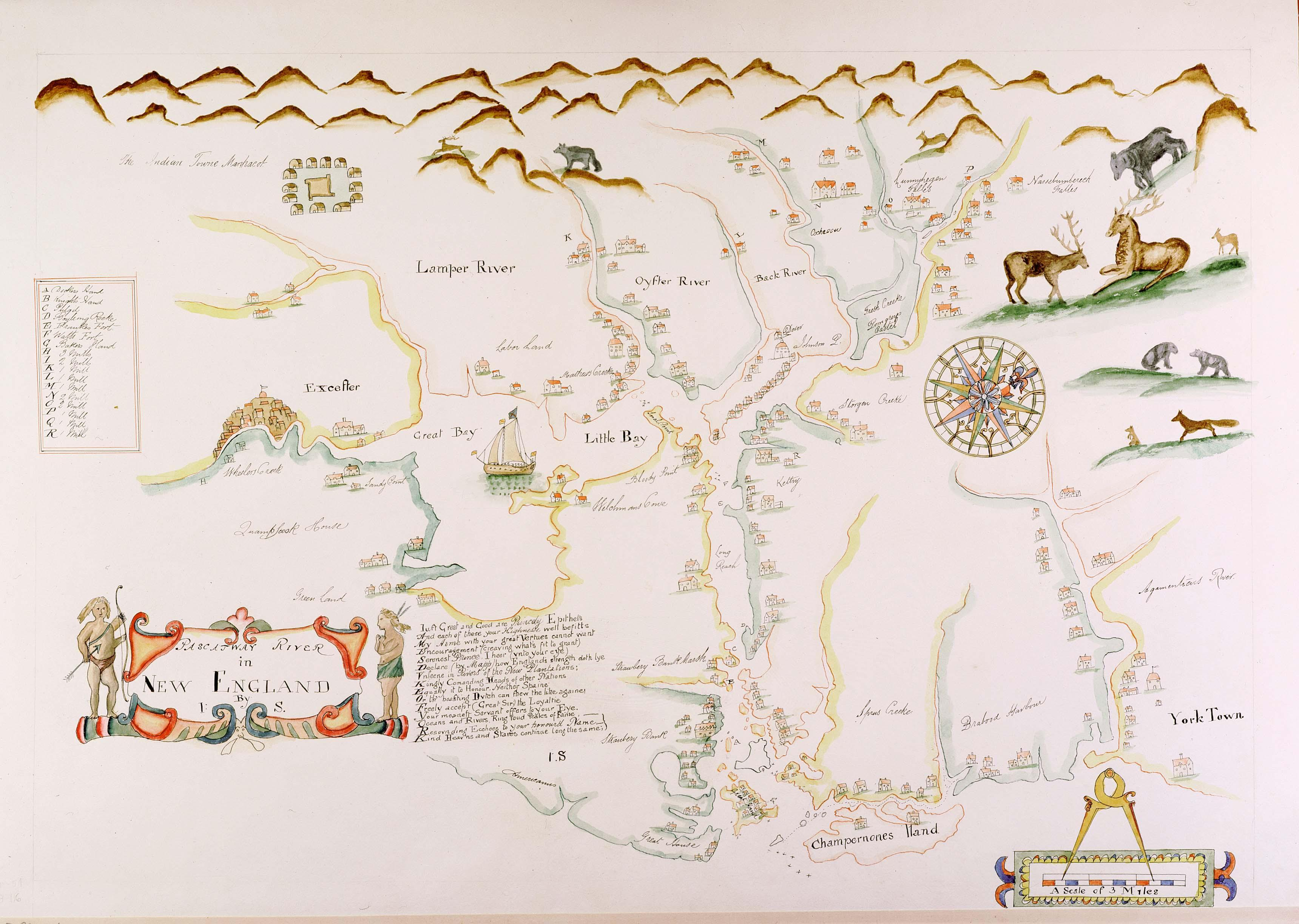
Új-Anglia egy korai angol térképen 1670-ből, a mai Portsmouth környéke

A 17. század első felében a britek két eltérő jellegű gyarmati társadalmat hoztak létre az „Újvilágban”. Az egyiket 1620-ban Új-Angliában, a Massachusetts-öbölben, a másikat pedig jóval délebbre, a Chesapeake-öböl mentén, Virginia megalapításával. Az új-angliai gyarmatok létrejöttének oka az volt, hogy a radikális protestáns vallási csoportok nem tudtak megbékélni az angliai reformáció mérsékelt irányzatával, amely az anglikán államegyházban testesült meg. A Chesapeake-öböl mentén 1607-ben egy londoni kereskedelmi társaság (Virginiai Társaság) finanszírozta az első telepesek dohánytermesztését Jamestownban.
Új-Anglia területén egészen az angol telepesek megérkezéséig számos kisebb indián törzs élt. A 18. században Új-Anglia egyike volt az első olyan észak-amerikai brit gyarmatoknak, melyek kinyilvánították függetlenedési szándékukat a brit koronától, noha később ellenezte az 1812-es háborút az Egyesült Államok és a Brit Birodalom között. 
A 19. században prominens szerepet játszott a rabszolgaság eltörléséért folytatott küzdelmekben, mialatt első forrása lett az amerikai irodalomnak és filozófiának. A régió volt az első, ahol megszervezték az állami oktatást, és ahonnan kiindult az amerikai ipari forradalom.

## Neves helyszínek

### Fővárosok
A hat új-angliai szövetségi állam fővárosai:
- Hartford, Connecticut
- Augusta, Maine
- Boston, Massachusetts
- Concord, New Hampshire
- Providence, Rhode Island
- Montpelier, Vermont

### Városok

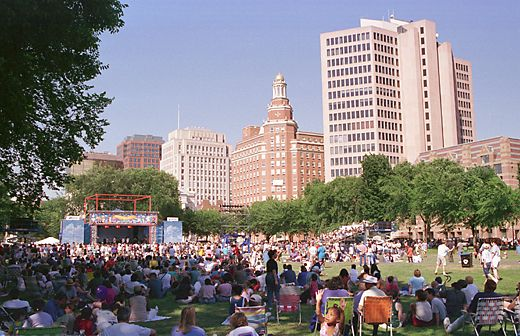
A New Haven Green (közpark) 1638-ban került kialakításra, ma védett terület, mint Amerika első tudatosan megtervezett városának központja

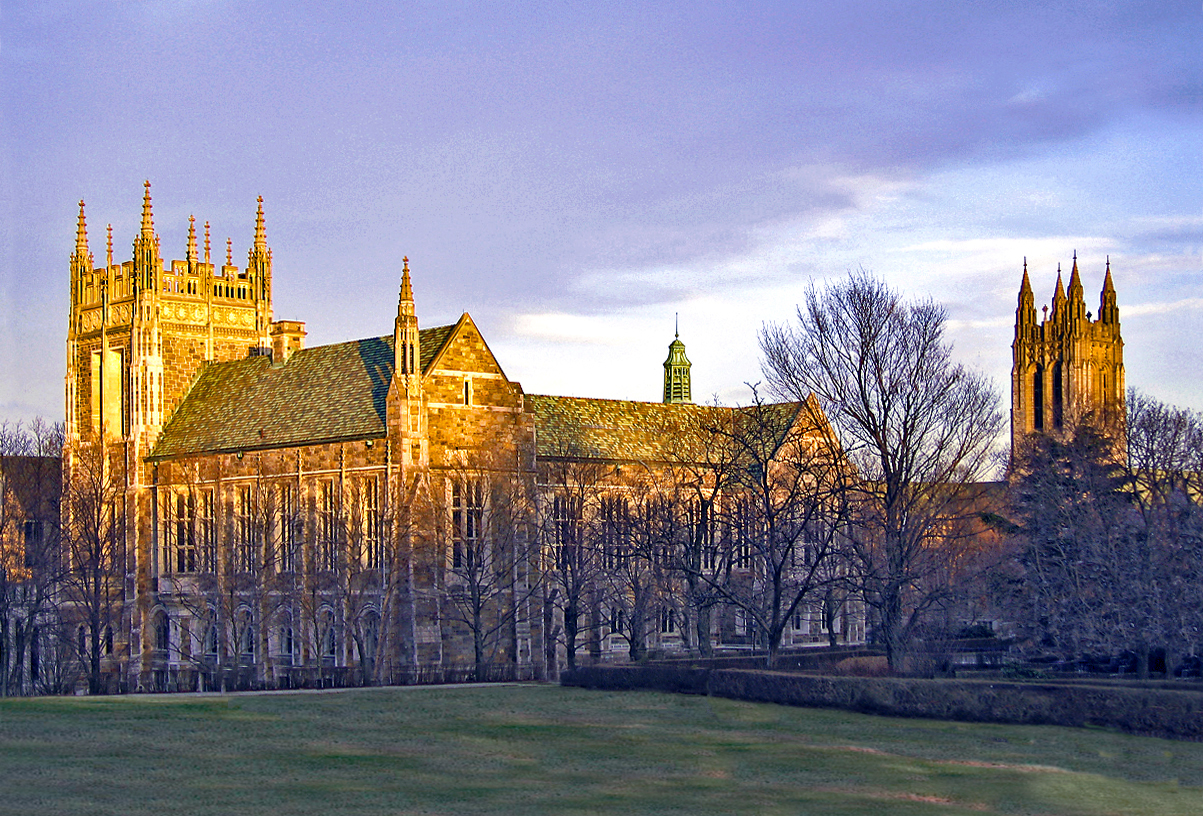
Az Óvilág hatása Új-Angliában a legerősebb, ami leglátványosabban az építészetben nyilvánul meg. A Boston College egyik neogótikus épülete

Új-Angliában található az Egyesült Államok legrégibb városainak többsége, közülük is a legjelentősebbek:
- Boston és környéke (Greater Boston)
- Amherst, Massachusetts
- Concord, Massachusetts
- Plymouth, Massachusetts
- Providence, Rhode Island
- Portsmouth, New Hampshire
- Newport, Rhode Island
- New Haven, Connecticut
- Newburyport, Massachusetts
- Gloucester, Massachusetts

### Oktatás
Egyetemek
- Harvard Egyetem (Cambridge, Massachusetts); (Ivy League)
- Yale Egyetem (New Haven, Connecticut); (Ivy League)
- Brown Egyetem (Providence, Rhode Island); (Ivy League)
- Dartmouth Főiskola (Hanover, New Hampshire); (Ivy League)
- Massachusetts Institute of Technology (MIT, Cambridge, Massachusetts)
- University of Massachusetts Amherst (Amherst, Massachusetts)
- Boston College (Chestnut Hill, Massachusetts)
- Amherst College (Amherst, Massachusetts)
- Hampshire College (Amherst, Massachusetts)
- Smith College (Northampton, Massachusetts)

### Rekreáció
- Az Appalache-hegység remek síelési lehetőségeket nyújt, Vermont, New Hampshire, és Maine államok az USA keleti parti sícentrumai.
- Cape Cod, Nantucket, és Martha's Vineyard Massachusettsben népszerű turistacélpontok kellemes falvaik és kisvárosaik, valamint vonzó tengerpartjaik miatt. Ennélfogva ezen vidék legnagyobb részén komoly építési korlátozások vannak érvényben a túlnépesedést és a féktelen terjeszkedést megakadályozandó.
- Acadia Nemzeti Park, Maine tengerpartján.
- A Money című amerikai gazdasági magazin, 2006-os "Hol a legjobb élni a világon" című felmérésében számos új-angliai kisváros és község is bekerült a top 100-ba. Legelőkelőbb helyen (9.) a connecticuti Fairfield végzett, míg a korábbi első, szintén környékbeli (New Hampshire-i), Nashua, nyolcvanhetedik lett.[6]